# Chef!
Chef! is een Britse sitcom bedacht door Lenny Henry. Hij speelt zelf de rol als chef in de keuken.
Hij is de excentrieke kok Gareth Blackstock die zijn personeel afblaft en beledigt. De mensen komen van heel ver om zijn kookkunsten te proeven waardoor hij naast zijn schoenen loopt.
De reeks liep van januari 1993 tot 1996. In de aflevering The Big Cheese speelt Albert Roux een klein gastrolletje.
De reeks werd in Vlaanderen uitgezonden door Canvas en in Nederland door de TROS.
Centraal staan Gareth Blackstock & Everton Stonehead. Het waren schoolvrienden van vroeger en door toedoen van Janice Blackstock werken ze samen in de keuken van Le Chateau Anglais. Running gag is dat Everton "Chef!" roept tijdens een panieksituatie en dat Gareth aanvoelt dat er wat fout zit. 

## Cast
| Acteur               | Personage         |
| -------------------- | ----------------- |
| Lenny Henry          | Gareth Blackstock |
| Caroline Lee-Johnson | Janice Blackstock |
| Roger Griffiths      | Everton Stonehead |
| Jean Luc Rebaliati   | Alphonse          |

## Afleveringen

### Seizoen1
- 1.1 Personnel
- 1.2 Beyond the Pass
- 1.3 Subject to Contract
- 1.4 Big Cheese, the
- 1.5 Fame Is the Spur
- 1.6 Rice and Peas
- 1.7 A Bird in the hand (Kerst special)

### Seizoen 2
- 2.1 A River Runs Thru It
- 2.2 Time Flies
- 2.3 Do the Right Thing
- 2.4 Masterchef
- 2.5 A Diploma of Miseries
- 2.6 Private Lives
- 2.7 England Expects

### Seizoen 3
- 3.1 Gareth's True Love
- 3.2 Reeny/Renée
- 3.3 Leassons in Talking
- 3.4 Love in the Air
- 3.5 Rochelle
- 3.6 Paris? Jamaica?